# Twee Zomers
Twee Zomers is een zesdelige Vlaamse fictiereeks geregisseerd door Tom Lenaerts en Brecht Vanhoenacker. De serie werd door Tom Lenaerts geschreven samen met Paul Baeten Gronda voor het productiehuis Panenka. De serie werd voor het eerst uitgezonden op zondag 6 februari 2022 op Eén en haalde meteen meer dan 1,3 miljoen kijkers. Na de eerste aflevering verscheen de reeks integraal op VRT MAX.
Het verhaal speelt zich af in twee tijdsperiodes waarbij een zelfde groep vrienden in de zomer van 1992 en in de zomer van 2022 nog eens samenkomen. Elk personage wordt hierdoor gespeeld door twee acteurs waar de ene de jongere versie is van de andere.

## Verhaal
Twee Zomers vertelt het verhaal van een groep vrienden die dertig jaar na een legendarisch zwembadfeestje nog eens samenkomen op een privé-eiland in Zuid-Frankrijk. Met champagne, een zwembad en geen bereik met de buitenwereld lijkt alles aanwezig te zijn om er een onvergetelijk weekend van maken.
Echter duikt net voor het weekend een video op die verwoestend kan uitdraaien voor de betrokkenen. Meteen is iedereen verdacht en het vertrouwen in de groep is volledig zoek. Niemand kan het eiland verlaten voor de waarheid eindelijk aan het licht komt.

## Rolverdeling
| Acteur (2022)        | Personage         | Acteur (1992)     | Informatie                                                                                              |
| -------------------- | ----------------- | ----------------- | --- |
| An Miller            | Romée Tanesy      | Marieke Anthoni   | Deel van de vriendenkring en vrouw van Peter.                                                           |
| Tom Vermeir          | Peter Van Gael    | Lukas Bulteel     | Romée's echtgenoot die deelnam aan de verkrachting van Sofie in de zomer van 1992.                      |
| Herwig Ilegems       | Didier Verpoorten | Bjarne Devolder   | Echtgenoot van Sofie die medeplichtig was aan haar verkrachting in de zomer van 1992.                   |
| Inge Paulussen       | Sofie Geboers     | Louise Bergez     | De vrouw van Didier die in de zomer van 1992 door zijn vrienden werd verkracht.                         |
| Kevin Janssens       | Luk Van Gael      | Tijmen Govaerts   | Deel van de vriendenkring en jongere broer van Peter die kanker had en ex-partner van Saskia            |
| Ruth Becquart        | Saskia Van Dessel | Tine Roggeman     | Deel van de vriendenkring, ex-partner van Luk en moeder van zijn gehandicapte zoon.                     |
| Koen De Bouw         | Stef Van Gompel   | Vincent Van Sande | Als een van de vrienden filmde hij de verkrachting van Sofie in de zomer van 1992.                      |
| Sanne-Samina Hanssen | Lia Donkers       |                   | Het mysterieuze paar van Luk, dat zijn verleden verbergt.                                               |
|                      | Mark              | Felix Meyer       | Een van de vrienden die Sofie verkrachtte en vervolgens omkwam bij de woningbrand in de zomer van 1992. |
| Jennifer Heylen      | Salima Mitonga    |                   | De onderzoeker over wat er dit weekend gebeurde tussen deze groep vrienden.                             |
| Verona Verbakel      | Nora              |                   | |
| Simon Verbruggen     | Jens Van Gael     |                   | De gehandicapte zoon van Saskia en Luk.                                                                 |
| Gerd De Ley          | Frans             |                   | |
| Tatjana Wallays      | Piloot            |                   | |

## Kritiek
Scenarist Tom Lenaerts kondigde vooraf aan dat Twee Zomers een maatschappelijke relevantie heeft als het gaat over de manier waarop we omgaan met grensoverschrijdend gedrag. Dat zorgde voor controverse rond het thema en bracht een debat teweeg.

## Afleveringen
| Aflevering | Titel       | Uitzending       | Live kijkers | Marktaandeel live | Live + 7 kijkers |
| ---------- | ----------- | ---------------- | ------------ | ----------------- | ---------------- |
| 1          | Twee zomers | 6 februari 2022  |              |                   | 1.595.891*       |
| 2          | Twee zomers | 13 februari 2022 |              |                   | 1.428.024*       |
| 3          | Twee zomers | 20 februari 2022 |              |                   | 1.341.077*       |
| 4          | Twee zomers | 27 februari 2022 |              |                   | 1.302.370*       |
| 5          | Twee zomers | 6 maart 2022     |              |                   | 1.302.400*       |
| 6          | Twee zomers | 13 maart 2022    |              |                   | 1.285.620*       |

*deze cijfers zijn zonder de online kijkcijfers van VRT MAX, waar na 1 week al meer dan 1.000.000 mensen op hadden afgestemd